# Фазовий фільтр
Фа́зовий фільтр — електронний або будь-який інший фільтр, що пропускає всі частоти сигналу з рівним посиленням, проте змінює фазу сигналу. Відбувається це при зміні затримки пропускання по частотах. Зазвичай такий фільтр описується одним параметром — частотою, на якій фазове зрушення досягає 90°.
Зазвичай використовуються для компенсації інших небажаних фазових спотворень, що виникають в системі.